# 13º Congresso degli Stati Uniti d'America
Il 13º Congresso degli Stati Uniti d'America, formato dal Senato e dalla Camera dei rappresentanti, si è riunito a Washington presso il Campidoglio dal 4 marzo 1813 al 18 aprile 1814 (per le sue due prime sessioni) per poi trasferirsi presso il First Patent Building dopo il bombardamento e l'incendio della città da parte delle truppe inglesi. Riunitosi durante il quinto e il sesto anno della presidenza di James Madison, questo Congresso ha visto confermata la maggioranza del Partito Democratico-Repubblicano sia al Senato che alla Camera. A seguito del censimento del 1810 la Camera dei rappresentanti ha visto il numero dei suoi seggi aumentato da 142 a 182.

## Contesto ed eventi importanti
Il 13º Congresso è stato quasi completamente coinvolto dalla guerra in corso contro la Gran Bretagna, oltretutto combattuta prevalentemente sul proprio suolo. Senza considerare il costo in termini finanziari del conflitto (il Congresso approvò più volte provvedimenti per autorizzare la richiesta di prestiti ingenti), in termini di vite umane la guerra fu un grave trauma per il paese, anche per via delle sconfitte subite durante il suo corso. La guerra arrivò addirittura nella stessa capitale. Le truppe inglesi, infatti, riuscirono a raggiungere Washington nell'agosto del 1814, mettendola a ferro e fuoco. Lo stesso Congresso fu costretto a trasferirsi presso un'altra sede, ma si decise comunque di non abbandonare la capitale. Dopo mesi in cui nessuno dei due paesi riuscì ad ottenere risultati positivi alla propria causa, il Congresso autorizzò lo speaker della Camera dei rappresentanti Henry Clay a negoziare con i britannici per la pace, che venne raggiunta con l'accordo di Gand, che per poco riuscì a soffocare un crescente moto di secessione negli stati del New England.

### Cronologia
- 4 marzo 1813 - Inizia ufficialmente il secondo mandato alla presidenza degli Stati Uniti di James Madison.
- 27 aprile 1813 - Le forze statunitensi attraversano il lago Ontario e attaccano York (l'attuale Toronto), allora capitale della colonia britannica dell'Alto Canada. Mentre le forze navali bombardano York, truppe terrestri cominciano a mettere a ferro e fuoco la città mentre le forze inglesi di Roger Hale Sheaffe si ritirano verso Kingston. La vittoria statunitense non porta comunque ad un risultato tattico rilevante, dato che la gran parte della flotta britannica si trova ancorata proprio a Kingston. Il raid di York sarà vendicato dagli inglesi qualche mese dopo con l'azione su Washington.
- 1-9 maggio 1813 - Le forze britanniche del generale Henry Proctor (supportate dai nativi di Tecumseh) tentano l'assalto a Fort Meigs, un presidio statunitense nei pressi del lago Erie (in Ohio). Gli statunitensi riescono a respingere l'attacco
- 1º giugno 1813 - La USS Chesapeake viene catturata nella baia di Boston dalla fregata britannica HMS Shannon.
- 6 giugno 1813 - Un distaccamento britannico assalta di notte l'accampamento statunitense che si trova nei pressi di Stoney Creek (nell'Ontario). Per gli statunitensi, che hanno ripetutamente sottovalutato il numero e la qualità delle forze britanniche nella regione, è la fine di qualsiasi tentativo di sfondare nell'Alto Canada.
- 18 agosto 1813 - L'esercito spagnolo riesce a respingere l'azione dei filibusters e dei rivoluzionari texani a 20 miglia a sud di San Antonio.
- 30 agosto 1813 - Un gruppo di indiani Creek appartenenti alla fazione dei "Bastoni Rossi" assaltano Fort Mims (nell'odierno Alabama) e annientano la milizia e i suoi occupanti. Da diverso tempo la fazione dei Bastoni Rossi dei Creek si era assunta come obiettivo la conservazione delle tradizioni indiane e il rifiuto di qualsiasi assimilazione con il "conquistatore" statunitense. Ottenendo l'appoggio di spagnoli e britannici (che in tal modo contrastavano l'espansionismo statunitense), i Bastoni Rossi si erano lanciati in diverse azioni contro gli Stati Uniti sulla scia di quanto stava compiendo Tecumseh più a nord. Gli Stati Uniti, d'altra parte, non erano rimasti a guardare e avevano formato diverse milizie miste (composte da bianchi e indiani Choctaw e Cherokee, questi ultimi tradizionali nemici dei Creek).
- 10 settembre 1813 - Una squadra navale statunitense di nove vascelli sconfigge e cattura sei vascelli britannici al largo della costa dell'Ohio, sul lago Erie. Con la vittoria in questo scontro navale gli Stati Uniti ottengono il controllo del lago e riottengono il forte di Detroit.
- 5 ottobre 1813 - Nei pressi dell'odierna Chatham, nell'Alto Canada, gli statunitensi battono i britannici e la confederazione indiana di Tecumseh, ottenendo così il controllo dell'Ontario sudoccidentale. Nello scontro muore lo stesso Tecumseh e si sfalda la confederazione indiana da lui guidata, grande alleato dei britannici.
- 26 ottobre 1813 - Nel loro tentativo di spingersi verso Montréal, gli statunitensi vengono battuti dai britannici nei pressi dell'odierna Ormstown (nel Quebec).
- 11 novembre 1813 - Una nuova sconfitta subita dagli Stati Uniti a Morrisburg (Ontario) costringe definitivamente gli statunitensi ad abbandonare i loro progetti di conquista di Montréal.
- 16 novembre 1813 - I britannici annunciano il blocco navale del Long Island Sound, nei pressi di New York. Soltanto le coste del New England rimangono gli unici approdi possibili in terra statunitense.
- 17 dicembre 1813 - Al blocco navale britannico rispondono gli Stati Uniti, imponendo un vero e proprio embargo che colpisce i mercanti del New England che per tutto il periodo precedente hanno venduto rifornimenti ai britannici.
- 18-19 dicembre 1813 - I britannici decidono di passare all'offensiva e sfondano il confine statunitense conquistando Fort Niagara e attaccando il villaggio di Lewiston (nello stato di New York).
- 30 dicembre 1813 - Le forze britanniche raggiungono Buffalo e dopo la sua conquista la danno alle fiamme.
- 22-24 gennaio 1814 - Il generale Andrew Jackson, nonostante enormi difficoltà nel gestire il suo esercito di miliziani e alleati indiani, passa all'offensiva contro i Bastoni Rossi Creek e li sconfigge in diversi scontri. Decisivo è il supporto delle milizie della Georgia.
- 27 marzo 1814 - Andrew Jackson continua la sua avanzata e sconfigge nella battaglia decisiva di Horseshoe Bend le forze dei Bastoni Rossi (armate da britannici e spagnoli). La strada per la conquista di Pensacola e New Orleans è aperta di fronte a Jackson e alle sue milizie.
- 14 aprile 1814 - Napoleone Bonaparte, dopo la sconfitta di Lipsia del febbraio precedente, viene costretto ad abdicare e a stabilirsi presso l'isola d'Elba. L'Impero britannico ha così la possibilità di concentrarsi maggiormente sulla guerra contro gli Stati Uniti.
- 5 luglio 1814 - Le forze statunitensi comandate dal generale Jacob Brown sconfiggono le truppe inglesi del generale Phineas Riall nella battaglia di Chippawa (Ontario). Gli statunitensi però non possono continuare la loro azione, dato che mancano di rinforzi sufficienti per continuare la loro conquista della penisola di Niagara.
- 25 luglio 1814 - Vicino alle cascate del Niagara i due eserciti britannico e statunitense si scontrano in una violentissima battaglia sul far della sera. Un vero e proprio massacro, che non porta ad alcun vantaggio tattico per i due schieramenti. Tuttavia il generale statunitense Jacob Brown è costretto a far ritirare i suoi verso il Fort Erie.Dopo l'incendio di Washington, il Congresso ha trasferito la sua sede nell'agosto 1814 presso il Blodget's Hotel, sede dell'Ufficio brevetti federale.

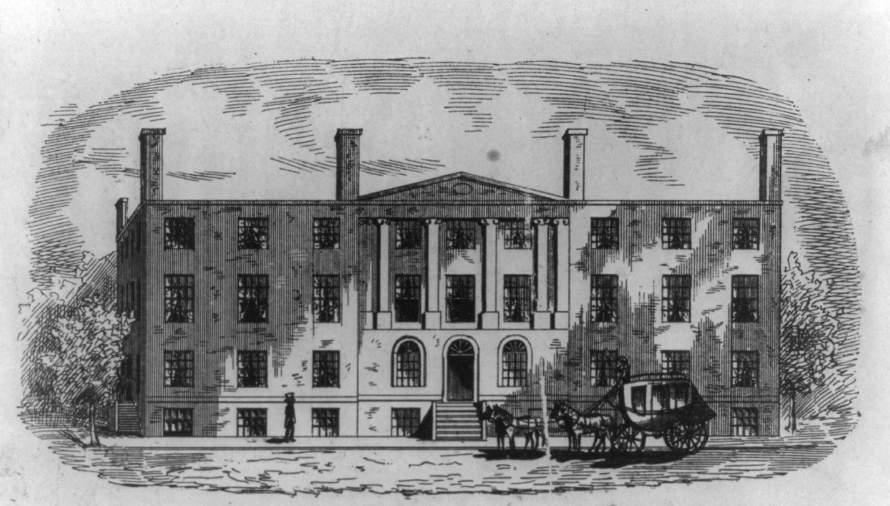
Dopo l'incendio di Washington, il Congresso ha trasferito la sua sede nell'agosto 1814 presso il Blodget's Hotel, sede dell'Ufficio brevetti federale.

- 24 agosto 1814 - Nella battaglia di Bladensburg (nel Maryland) le rinforzate forze britanniche sconfiggono pesantemente le truppe statunitensi, dove lo stesso presidente Madison era presente e per poco non viene catturato. Nella capitale Washington, a pochi passi dal luogo della battaglia, si scatena il panico. Lo stesso giorno le truppe britanniche entrano nella capitale statunitense, abbandonata dalla milizia locale, e danno fuoco alla città. Il Campidoglio e la residenza presidenziale vengono pesantemente danneggiate e il governo si rifugia a Brookeville. È l'unica volta nella storia degli Stati Uniti in cui la sua capitale è stata occupata da una potenza straniera. Soltanto un provvidenziale temporale salva Washington dalla completa distruzione, dato che le truppe britanniche decidono di ritornare sulle loro navi. Cominciano le trattative diplomatiche a Gand, che porteranno successivamente alla pace tra Impero britannico e Stati Uniti.
- 6-11 settembre 1814 - Le forze navali britanniche convergono sul lago Champlain al largo della cittadina di Plattsburgh, la quale inaspettatamente resiste agli assalti britannici al comando del generale Alexander Macomb. I diplomatici inglesi a Gand non hanno più leva per poter ottenere dagli statunitensi la cessione di tutti i territori conquistati.
- 12-15 settembre 1814 - Anche la città di Baltimora respinge gli assalti britannici, che non riescono a conquistare il suo fondamentale porto sull'Atlantico. La resistenza di Baltimora durante i bombardamenti della marina britannica ispira Francis Scott Key a comporre un poema, "Defence of Fort McHenry", che successivamente diventerà il testo di "The Star-Spangled Banner", l'inno ufficiale degli Stati Uniti.
- 7 novembre 1814 - Le truppe di Andrew Jackson conquistano Pensacola.
- 23 novembre 1814 - Il vicepresidente Elbridge Gerry muore improvvisamente per un attacco di cuore. Il posto di vicepresidente degli Stati Uniti rimarrà vacante per tutto il resto della presidenza Madison.
- 15 dicembre 1814 - Il Partito Federalista degli stati del New England comincia a riunirsi a Hartford (Connecticut) e avanza numerose proteste nei confronti del governo federale per la sua conduzione della guerra e per il suo potere sempre crescente a discapito dei singoli stati.
- 24 dicembre 1814 - Impero britannico e Stati Uniti firmano il trattato di Gand. È la conclusione ufficiale della guerra. Il trattato prevede il ripristino dei vecchi confini e il rilascio di tutti i prigionieri di guerra.
- 8 gennaio 1815 - Il generale Andrew Jackson sconfigge le truppe britanniche del generale Edward Pakenham vicino alla città di New Orleans. Ancora la notizia della pace di Gand non era giunta negli Stati Uniti.
- 15 febbraio 1812 - La pace di Gand viene ufficialmente ratificata dal Congresso. La ratifica della pace e la grande vittoria di Jackson a New Orleans provocano un profondo risentimento nei confronti dei delegati della conferenza federalista di Hartford. Il Partito Federalista perderà, soprattutto al Sud, gran parte del suo appoggio letterale e da quel momento in poi comincerà il suo declino.

## Trattati ratificati
17 febbraio 1815: 8 Stat. 218 - Il Senato ratifica il trattato di Gand.

## Partiti

### Senato
|                               | Partiti         | Partiti |         |   |
| ----------------------------- | --------------- | ------- | ------- | - |
|                               |                 |         |         |   |
| Democratico-Repubblicano (DR) | Federalista (F) | Totali  | Vacanti |   |
| Congresso precedente          | 30              | 6       | 36      | 0 |
|                               |                 |         |         |   |
| Inizio                        | 27              | 6       | 33      | 3 |
| Fine                          | 25              | 10      | 35      | 1 |
| % Fine                        | 71,4%           | 28,6%   |         |   |
|                               |                 |         |         |   |
| Inizio Congresso successivo   | 21              | 12      | 33      | 0 |

### Camera dei rappresentanti
|                             | Partiti                       | Partiti         |        |         |
| --------------------------- | ----------------------------- | --------------- | ------ | ------- |
|                             |                               |                 |        |         |
|                             | Democratico-Repubblicano (DR) | Federalista (F) | Totali | Vacanti |
| Congresso precedente        | 105                           | 36              | 141    | 1       |
|                             |                               |                 |        |         |
| Inizio                      | 108                           | 68              | 176    | 6       |
| Fine                        | 115                           | 67              | 182    | 0       |
| % Fine                      | 63,2%                         | 36,8%           |        |         |
|                             |                               |                 |        |         |
| Inizio Congresso successivo | 131                           | 46              | 177    | 5       |

## Leadership

### Senato

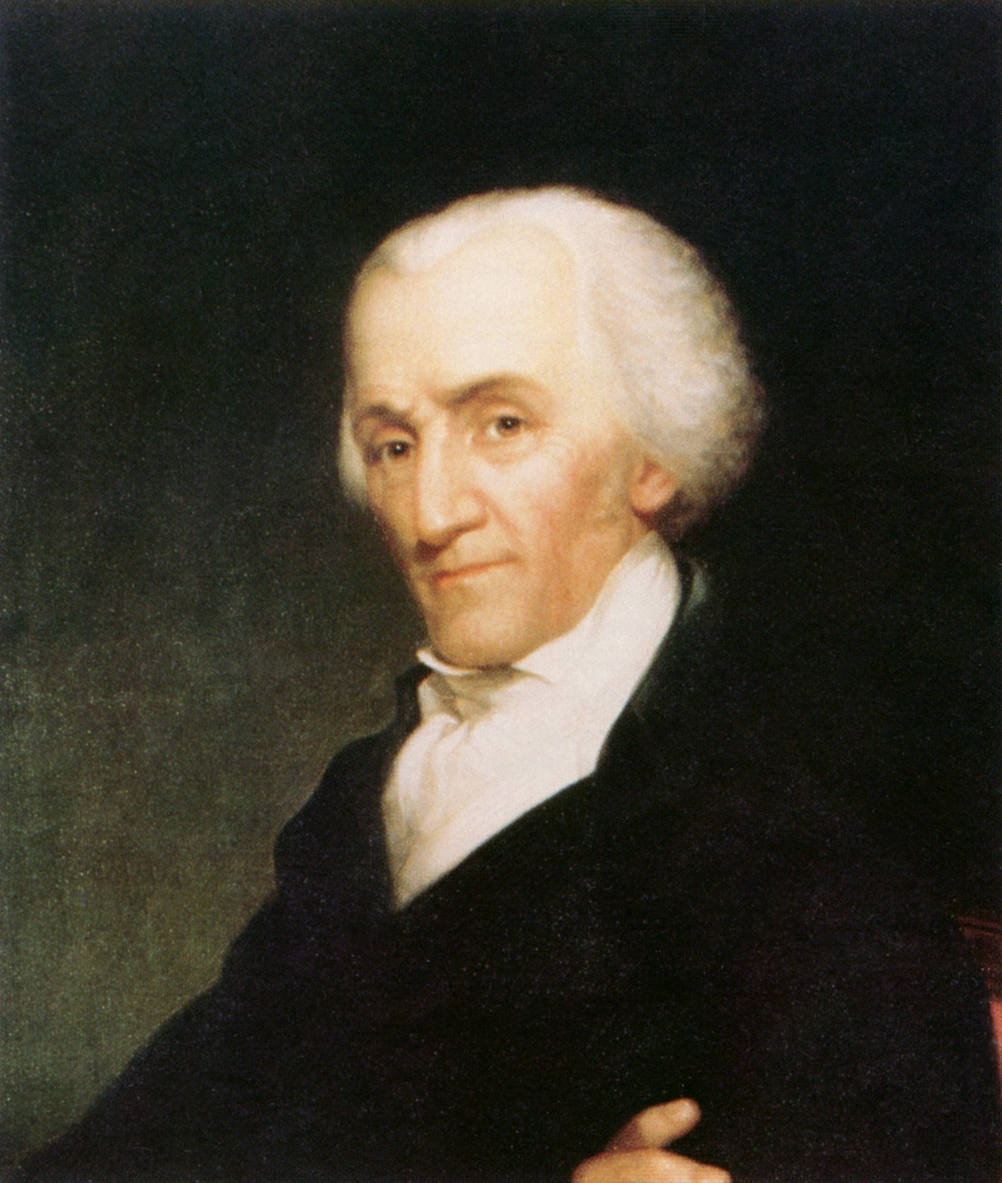
Il presidente del Senato Elbridge Gerry.

- Il presidente del Senato Elbridge Gerry.Presidente: Elbridge Gerry (DR), fino al 23 novembre 1814
  - dal 23 novembre 1814, incarico vacante
- Presidente pro tempore: William H. Crawford (DR), dal 4 marzo 1813 al 23 marzo 1813
  - Joseph B. Varnum (DR), dal 6 dicembre 1813 al 3 febbraio 1814
  - John Gaillard (DR), dal 25 novembre 1814

### Camera dei rappresentanti
- Speaker: Henry Clay (DR), fino al 19 gennaio 1814
  - Langdon Cheves (DR), dal 19 gennaio 1814

## Membri

### Senato

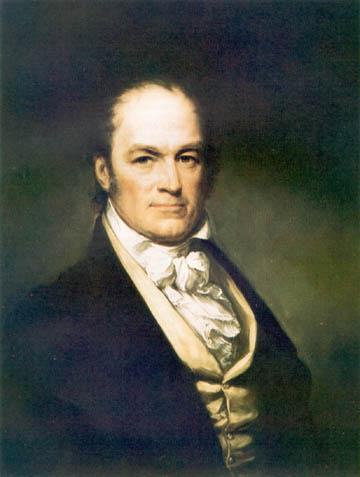
Il presidente pro tempore del Senato William H. Crawford.

I senatori sono eletti ogni due anni e ad ogni Congresso ne viene rinnovato un terzo. Prima del nome di ogni senatore viene indicata la "classe", ovvero il ciclo di elezioni in cui è stato eletto. Nel 13º Congresso furono sottoposti ad elezione i senatori di classe 1.
Carolina del Nord
- 2. James Turner (DR)
- 3. David Stone (DR), fino al 24 dicembre 1814
  - Francis Locke, Jr. (DR), dal dicembre 1814 al 5 dicembre 1815

Carolina del Sud
- 2. John Taylor (DR)
- 3. John Gaillard (DR)

Connecticut
- 1. Samuel W. Dana (F)
- 3. Chauncey Goodrich (F), fino al 13 maggio 1813
  - David Daggett (F), dal 13 maggio 1813

Delaware
- 1. Outerbridge Horsey (F)
- 2. William H. Wells (F), dal 28 maggio 1813

Georgia
- 2. William H. Crawford (DR), fino al 23 marzo 1813
  - William B. Bulloch (DR), dall'8 aprile 1813 al 6 novembre 1813
  - William W. Bibb (DR), dal 6 novembre 1813
- 3. Charles Tait (DR)

Kentucky
- 2. George M. Bibb (DR), fino al 23 agosto 1814
  - George Walker (DR), dal 30 agosto 1814 al 16 dicembre 1814
  - William T. Barry (DR), dal 16 dicembre 1814
- 3. Jesse Bledsoe (DR), fino al 24 dicembre 1814
  - Isham Talbot (DR), dal 2 febbraio 1815

Louisiana
- 2. James Brown (DR)
- 3. Eligius Fromentin (DR)

Maryland
- 1. Samuel Smith (DR)
- 3. Robert H. Goldsborough (F), dal 21 maggio 1813

Massachusetts
- 1. James Lloyd (F), fino al 1º maggio 1813
  - Christopher Gore (F), dal 5 maggio 1813
- 2. Joseph B. Varnum (DR), dal 29 giugno 1811

New Hampshire
- 2. Nicholas Gilman (DR), fino al 2 maggio 1814
  - Thomas W. Thompson (F), dal 24 giugno 1814
- 3. Charles Cutts (F), dal 2 aprile 1813 al 10 giugno 1813
  - Jeremiah Mason (F), dal 10 giugno 1813

New Jersey
- 1. John Lambert (DR)
- 2. John Condit (DR)

New York
- 1. Obadiah German (DR)
- 3. Rufus King (F)

Ohio
- 1. Thomas Worthington (DR), fino al 1º dicembre 1814
  - Joseph Kerr (DR), dal 10 dicembre 1814
- 3. Jeremiah Morrow (DR)

Pennsylvania
- 1. Michael Leib (DR), fino al 14 febbraio 1814
  - Jonathan Roberts (DR), dal 24 febbraio 1814
- 3. Abner Lacock (DR)

Rhode Island
- 1. William Hunter, Jr. (F)
- 2. Jeremiah B. Howell (DR)

Tennessee
- 1. Joseph Anderson (DR)
- 2. George W. Campbell (DR), fino all'11 febbraio 1814
  - Jesse Wharton (DR), dal 17 marzo 1814

Vermont
- 1. Jonathan Robinson (DR)
- 3. Dudley Chase (DR)

Virginia
- 1. Richard Brent (DR), fino al 30 dicembre 1814
  - James Barbour (DR), dal 2 gennaio 1815
- 2. William B. Giles (DR), fino al 3 marzo 1815

### Camera dei rappresentanti

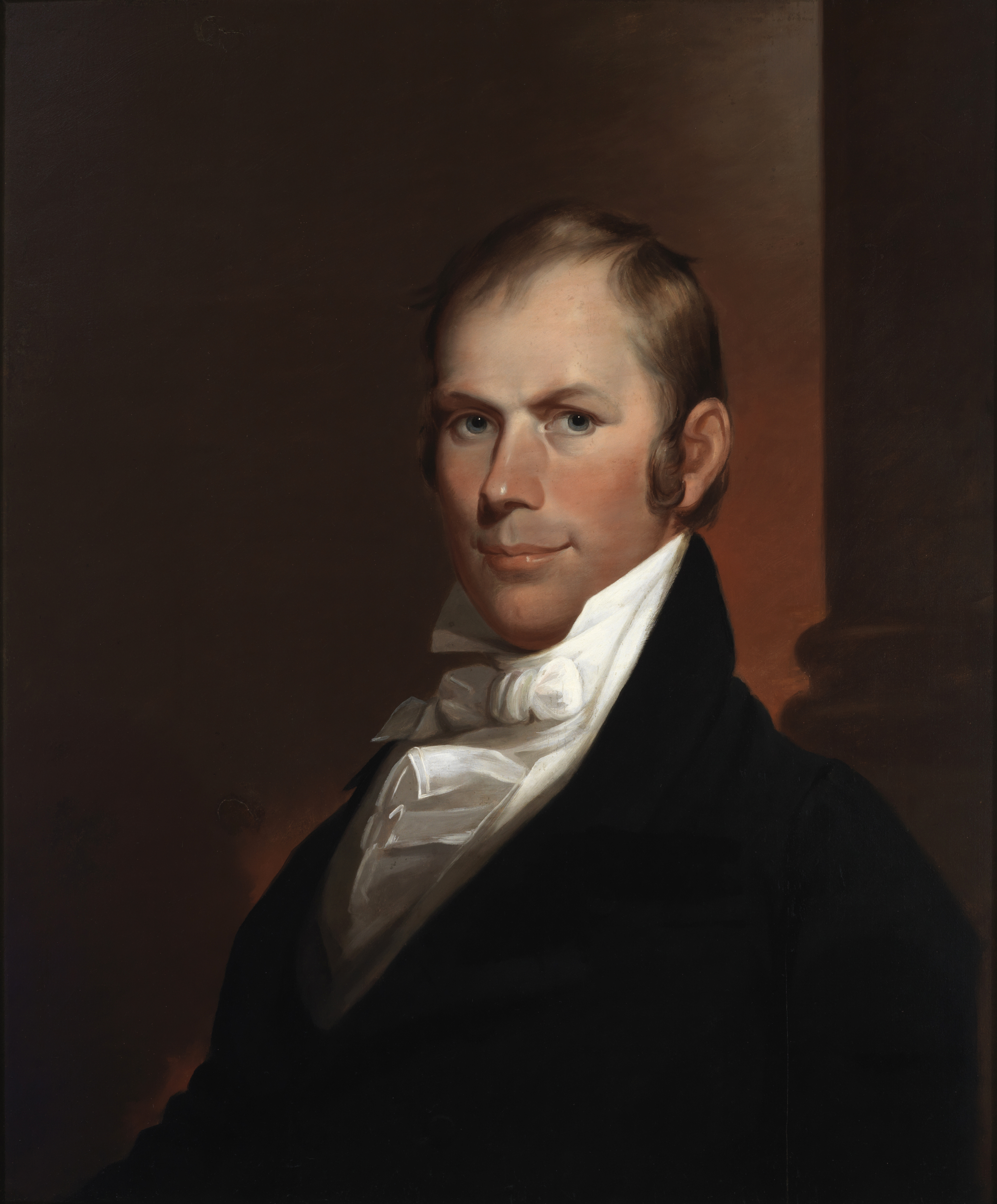
Lo speaker della Camera dei rappresentanti Henry Clay.

Nell'elenco, prima del nome del membro, viene indicato il distretto elettorale di provenienza o se quel membro è stato eletto in un collegio unico (at large).
Carolina del Nord
- 1. William H. Murfree (DR)
- 2. Willis Alston (DR)
- 3. William Kennedy (DR)
- 4. William Gaston (F)
- 5. William R. King (DR)
- 6. Nathaniel Macon (DR)
- 7. John Culpepper (F)
- 8. Richard Stanford (DR)
- 9. Bartlett Yancey (DR)
- 10. Joseph Pearson (F)
- 11. Peter Forney (DR)
- 12. Israel Pickens (DR)
- 13. Meshack Franklin (DR)

Carolina del Sud
- 1. Langdon Cheves (DR)
- 2. William Lowndes (DR)
- 3. Theodore Gourdin (DR)
- 4. John J. Chappell (DR)
- 5. David R. Evans (DR)
- 6. John C. Calhoun (DR)
- 7. Elias Earle (DR)
- 8. Samuel Farrow (DR)
- 9. John Kershaw (DR)

Connecticut
- At-large. Epaphroditus Champion (F)
- At-large. John Davenport (F)
- At-large. Lyman Law (F)
- At-large. Jonathan O. Moseley (F)
- At-large. Timothy Pitkin (F)
- At-large. Lewis B. Sturges (F)
- At-large. Benjamin Tallmadge (F)

Delaware
- At-large. Thomas Cooper (F)
- At-large. Henry M. Ridgely (F)

Georgia
- At-large. William Barnett (DR)
- At-large. William W. Bibb (DR), fino al 6 novembre 1813
  - Alfred Cuthbert (DR), dal 13 dicembre 1813
- At-large. John Forsyth (DR)
- At-large. Bolling Hall (DR)
- At-large. Thomas Telfair (DR)
- At-large. George M. Troup (DR)

Kentucky
- 1. James Clark (DR)
- 2. Henry Clay (DR), fino al 19 gennaio 1814
  - Joseph H. Hawkins (DR), dal 29 marzo 1814
- 3. Richard M. Johnson (DR)
- 4. Joseph Desha (DR)
- 5. Samuel Hopkins (DR)
- 6. Solomon P. Sharp (DR)
- 7. Samuel McKee (DR)
- 8. Stephen Ormsby (DR)
- 9. Thomas Montgomery (DR)
- 10. William P. Duval (DR)

Louisiana
- At-large. Thomas B. Robertson (DR)

Maryland
- 1. Philip Stuart (F)
- 2. Joseph Kent (DR)
- 3. Alexander C. Hanson (F)
- 4. Samuel Ringgold (DR)
- 5. Alexander McKim (DR)
- 5. Nicholas R. Moore (DR)
- 6. Stevenson Archer (DR)
- 7. Robert Wright (DR)
- 8. Charles Goldsborough (F)

Massachusetts
- 1. Artemas Ward, Jr. (F)
- 2. William Reed (F)
- 3. Timothy Pickering (F)
- 4. William M. Richardson (DR), fino al 18 aprile 1814
  - Samuel Dana (DR), dal 22 settembre 1814
- 5. William Ely (F)
- 6. Samuel Taggart (F)
- 7. William Baylies (F)
- 8. John Reed, Jr. (F)
- 9. Laban Wheaton (F)
- 10. Elijah Brigham (F)
- 11. Abijah Bigelow (F)
- 12. Daniel Dewey (F), fino al 24 febbraio 1814
  - John W. Hulbert (F), dal 2 novembre 1814
- 13. Nathaniel Ruggles (F)
- 14. Cyrus King (F)
- 15. George Bradbury (F)
- 16. Samuel Davis (F)
- 17. Abiel Wood (DR)
- 18. John Wilson (F)
- 19. James Parker (DR)
- 20. Levi Hubbard (DR)

New Hampshire
- At-large. Bradbury Cilley (F)
- At-large. William Hale (F)
- At-large. Samuel Smith (F)
- At-large. Roger Vose (F)
- At-large. Daniel Webster (F)
- At-large. Jeduthun Wilcox (F)

New Jersey
- 1. Lewis Condict (DR)
- 1. Thomas Ward (DR)
- 2. James Schureman (F)
- 2. Richard Stockton (F)
- 3. William Coxe, Jr. (F)
- 3. Jacob Hufty (DR), fino al 20 maggio 1814
  - Thomas Bines (DR), dal 2 novembre 1814

New York
- 1. John Lefferts (DR)
- 1. Ebenezer Sage (DR)
- 2. Egbert Benson (F), fino al 2 agosto 1813
  - William Irving (DR), dal 22 gennaio 1814
- 2. Jotham Post, Jr. (F)
- 3. Peter Denoyelles (DR)
- 4. Thomas J. Oakley (F)
- 5. Thomas P. Grosvenor (F)
- 6. Jonathan Fisk (DR)
- 7. Abraham J. Hasbrouck (DR)
- 8. Samuel Sherwood (F)
- 9. John Lovett (F)
- 10. Hosea Moffitt (F)
- 11. John W. Taylor (DR)
- 12. Zebulon R. Shipherd (F)
- 12. Elisha I. Winter (F)
- 13. Alexander Boyd (F)
- 14. Jacob Markell (F)
- 15. John M. Bowers (F), dal 21 giugno 1813 fino al 20 dicembre 1813
  - Isaac Williams, Jr. (DR), dal 24 gennaio 1814
- 15. Joel Thompson (F)
- 16. Morris S. Miller (F)
- 17. William S. Smith (F)
- 18. Moss Kent (F)
- 19. James Geddes (F)
- 20. Daniel Avery (DR)
- 20. Oliver C. Comstock (DR)
- 21. Samuel M. Hopkins (F)
- 21. Nathaniel W. Howell (F)

Ohio
- 1. John McLean (DR)
- 2. John Alexander (DR)
- 3. William Creighton, Jr. (DR), fino al 4 maggio 1813
- 4. James Caldwell (DR)
- 5. James Kilbourne (DR)
- 6. Reasin Beall (DR), dal 29 aprile 1813 al 7 giugno 1814
  - David Clendenin (DR), dall'11 ottobre 1814

Pennsylvania
- 1. William Anderson (DR)
- 1. John Conard (DR)
- 1. Charles J. Ingersoll (DR)
- 1. Adam Seybert (DR)
- 2. Roger Davis (DR)
- 2. Jonathan Roberts (DR), fino al 24 febbraio 1814
  - Samuel Henderson (F), dall'11 ottobre 1814
- 3. John Gloninger (F), fino al 2 agosto 1813
  - Edward Crouch (DR), dal 12 ottobre 1813
- 3. James Whitehill (DR), fino al 1º settembre 1814
  - Amos Slaymaker (F), dall'11 ottobre 1814
- 4. Hugh Glasgow (DR)
- 5. William Crawford (DR)
- 5. Robert Whitehill (DR), fino all'8 aprile 1813
  - John Rea (DR), dall'11 maggio 1813
- 6. Robert Brown (DR)
- 6. Samuel D. Ingham (DR)
- 7. John M. Hyneman (DR), fino al 2 agosto 1813
  - Daniel Udree (DR), dal 12 ottobre 1813
- 8. William Piper (DR)
- 9. David Bard (DR)
- 10. Jared Irwin (DR)
- 10. Isaac Smith (DR)
- 11. William Findley (DR)
- 12. Aaron Lyle (DR)
- 13. Isaac Griffin (DR), dal 24 maggio 1813
- 14. Adamson Tannehill (DR)
- 15. Thomas Wilson (DR), dal 14 maggio 1813

Rhode Island
- At-large. Richard Jackson, Jr. (F)
- At-large. Elisha R. Potter (F)

Tennessee
- 1. John Rhea (DR)
- 2. John Sevier (DR)
- 3. Thomas K. Harris (DR)
- 4. John H. Bowen (DR)
- 5. Felix Grundy (DR), fino al luglio 1814
  - Newton Cannon (DR), dal 16 settembre 1814
- 6. Parry W. Humphreys (DR)

Vermont
- At-large. William C. Bradley (DR)
- At-large. Ezra Butler (DR)
- At-large. James Fisk (DR)
- At-large. Charles Rich (DR)
- At-large. Richard Skinner (DR)
- At-large. William Strong (DR)

Virginia
- 1. John G. Jackson (DR)
- 2. Francis White (F)
- 3. John Smith (DR)
- 4. William McCoy (DR)
- 5. James Breckinridge (F)
- 6. Daniel Sheffey (F)
- 7. Hugh Caperton (F)
- 8. Joseph Lewis, Jr. (F)
- 9. John P. Hungerford (DR)
- 10. Aylett Hawes (DR)
- 11. John Dawson (DR), fino al 31 marzo 1814
  - Philip P. Barbour (DR), dal 19 settembre 1814
- 12. John Roane (DR)
- 13. Thomas M. Bayly (F)
- 14. William A. Burwell (DR)
- 15. John Kerr (DR)
- 16. John W. Eppes (DR)
- 17. James Pleasants (DR)
- 18. Thomas Gholson, Jr. (DR)
- 19. Peterson Goodwyn (DR)
- 20. James Johnson (DR)
- 21. Thomas Newton, Jr. (DR)
- 22. Hugh Nelson (DR)
- 23. John Clopton (DR)

#### Membri non votanti
Territorio dell'Illinois
- Shadrach Bond, dal 3 dicembre 1812, fino al 2 agosto 1813
  - Benjamin Stephenson, dal 14 novembre 1814

Territorio dell'Indiana
- Jonathan Jennings

Territorio del Mississippi
- William Lattimore

Territorio del Missouri
- Edward Hempstead, fino al 17 settembre 1814
  - Rufus Easton

## Cambiamenti nella rappresentanza

### Senato
| Stato (classe)        | Membro precedente        | Ragione del cambiamento | Successore                 | Data della successione                                        |
| --------------------- | ------------------------ | --- | -------------------------- | ------------------------------------------------------------- |
| New Hampshire (3)     | Seggio vacante           | Il Congresso del New Hampshire non ha potuto eleggere il suo senatore.                                                                                                 | Charles Cutts (F)          | Nominato ad interim il 2 aprile 1813                          |
| Maryland (3)          | Seggio vacante           | Il Congresso del Maryland non ha potuto eleggere il suo senatore. | Robert H. Goldsborough (F) | Nominato il 21 maggio 1813                                    |
| Delaware (2)          | Seggio vacante           | James A. Bayard (F) si è dimesso prima della fine dei lavori del precedente Congresso. Sono state indette nuove elezioni.                                              | William H. Wells (F)       | Insediato il 28 maggio 1813                                   |
| Georgia (2)           | William H. Crawford (DR) | Crawford si è dimesso il 23 marzo 1813. | William B. Bulloch (DR)    | Nominato ad interim l'8 aprile 1813                           |
| Connecticut (3)       | Chauncey Goodrich (F)    | Goodrich si è dimesso nel maggio 1813 per diventare vicegovernatore del Connecticut. Sono state indette nuove elezioni.                                                | David Daggett (F)          | Insediato il 13 maggio 1813                                   |
| Massachusetts (1)     | James Lloyd (F)          | Lloyd si è dimesso il 1º maggio 1813. | Christopher Gore (F)       | Insediato il 5 maggio 1813                                    |
| New Hampshire (3)     | Charles Cutts (F)        | Cutts perde le elezioni di riconferma. | Jeremiah Mason (F)         | Insediato il 10 giugno 1813                                   |
| Georgia (2)           | William B. Bulloch (DR)  | Bulloch perde le elezioni di riconferma. | William W. Bibb (DR)       | Insediato il 6 novembre 1813                                  |
| Tennessee (2)         | George W. Campbell (DR)  | Campbell si è dimesso l'11 febbraio 1814 dopo essere stato nominato Segretario al tesoro.                                                                              | Jesse Wharton (DR)         | Insediato il 17 marzo 1814                                    |
| Pennsylvania (1)      | Michael Leib (DR)        | Leib si è dimesso il 14 febbraio 1814 dopo essere diventato direttore delle Poste di Philadelphia. Sono state indette nuove elezioni.                                  | Jonathan Roberts (DR)      | Insediato il 24 febbraio 1814                                 |
| New Hampshire (2)     | Nicholas Gilman (DR)     | Gilman è deceduto il 2 maggio 1814. Sono state indette nuove elezioni.                                                                                                 | Thomas W. Thompson (F)     | Insediato il 24 giugno 1814                                   |
| Kentucky (2)          | George M. Bibb (DR)      | Bibb si è dimesso il 23 agosto 1814. | George Walker (DR)         | Nominato ad interim il 30 agosto 1814                         |
| Ohio (1)              | Thomas Worthington (DR)  | Worthington si è dimesso il 1º dicembre 1814 dopo essere stato eletto governatore dell'Ohio. Sono state indette nuove elezioni.                                        | Joseph Kerr (DR)           | Insediato il 10 dicembre 1814                                 |
| Kentucky (2)          | George Walker (DR)       | Walker ha perso le elezioni di conferma del suo incarico. | William T. Barry (DR)      | Insediato il 16 dicembre 1814                                 |
| Carolina del Nord (3) | David Stone (DR)         | Stone si è dimesso il 24 dicembre 1814. Le successive elezioni hanno visto vincere Locke, Jr., il quale però non aveva i requisiti soggettivi per ricoprire la carica. | Francis Locke, Jr. (DR)    | Non si è mai insediato per mancanza dei requisiti soggettivi. |
| Kentucky (3)          | Jesse Bledsoe (DR)       | Bledsoe si è dimesso il 24 dicembre 1814. Sono state indette nuove elezioni.                                                                                           | Isham Talbot (DR)          | Insediato il 2 febbraio 1815                                  |
| Virginia (1)          | Richard Brent (DR)       | Brent è deceduto il 30 dicembre 1814. Il vincitore delle elezioni per il mandato successivo viene già nominato senatore per finire il mandato di questo Congresso.     | James Barbour (DR)         | Insediato il 2 gennaio 1815                                   |
| Virginia (2)          | William B. Giles (DR)    | Giles si è dimesso il 3 marzo 1815. Non sono state indette nuove elezioni e il seggio è rimasto vacante fino al Congresso successivo.                                  | Seggio vacante             |                                                               |

### Camera dei rappresentanti
| Distretto                         | Membro precedente          | Ragione del cambiamento                                                                                          | Successore                  | Data della successione         |
| --------------------------------- | -------------------------- | --- | --------------------------- | ------------------------------ |
| 8° Kentucky                       | Seggio vacante             | Il rappresentante eletto John Simpson è deceduto prima dell'inizio dei lavori di questo Congresso.               | Stephen Ormsby (DR)         | Insediato il 28 maggio 1813    |
| 6° Ohio                           | Seggio vacante             | Il rappresentante eletto John Stark Edwards è deceduto prima dell'inizio dei lavori di questo Congresso.         | Reasin Beall (DR)           | Insediato l'8 giugno 1813      |
| 15° Pennsylvania                  | Seggio vacante             | Il rappresentante eletto Abner Lacock ha rinunciato alla carica dopo essere stato eletto senatore.               | Thomas Wilson (DR)          | Insediato il 28 maggio 1813    |
| 13° Pennsylvania                  | Seggio vacante             | Il rappresentante eletto John Smilie è deceduto prima degli inizi dei lavori di questo Congresso.                | Isaac Griffin (DR)          | Insediato il 24 maggio 1813    |
| 15° New York                      | Seggio vacante             | Il rappresentante eletto William Dowse è deceduto il 18 febbraio 1813.                                           | John M. Bowers (F)          | Insediato il 21 giugno 1813    |
| 3° Ohio                           | Seggio vacante             | Il rappresentante eletto Duncan McArthur si è dimesso il 5 aprile 1813.                                          | William Creighton, Jr. (DR) | Insediato il 15 giugno 1813    |
| 5° Pennsylvania                   | Robert Whitehill (DR)      | Whitehill è deceduto l'8 aprile 1813.                                                                            | John Rea (DR)               | Insediato il 28 maggio 1813    |
| 2° New York                       | Egbert Benson (F)          | Benson si è dimesso il 2 agosto 1813.                                                                            | William Irving (DR)         | Insediato il 22 gennaio 1814   |
| 3° Pennsylvania                   | John Gloninger (F)         | Gloninger si è dimesso il 2 agosto 1813.                                                                         | Edward Crouch (DR)          | Insediato il 6 dicembre 1813   |
| 7° Pennsylvania                   | John M. Hyneman (DR)       | Hyneman si è dimesso il 2 agosto 1813.                                                                           | Daniel Udree (DR)           | Insediato il 6 dicembre 1813   |
| At-large Territorio dell'Illinois | Shadrach Bond              | In carica fino al 2 agosto 1813.                                                                                 | Benjamin Stephenson         | Insediato il 14 novembre 1814  |
| At-large Georgia                  | William W. Bibb (DR)       | Bibb si è dimesso il 6 novembre 1813 dopo essere stato eletto senatore.                                          | Alfred Cuthbert (DR)        | Insediato il 7 febbraio 1814   |
| 15° New York                      | John M. Bowers (F)         | Per irregolarità elettorali Bowers è stato deposto dalla carica il 20 dicembre 1813.                             | Isaac Williams, Jr. (DR)    | Insediato il 24 gennaio 1814   |
| 5° Tennessee                      | Felix Grundy (DR)          | Grundy si è dimesso nel luglio 1814.                                                                             | Newton Cannon (DR)          | Insediato il 15 ottobre 1814   |
| 2° Kentucky                       | Henry Clay (DR)            | Clay si è dimesso il 19 gennaio 1814.                                                                            | Joseph H. Hawkins (DR)      | Insediato il 29 marzo 1814     |
| 12° Massachusetts                 | Daniel Dewey (F)           | Dewey si è dimesso il 24 febbraio 1814 dopo essere stato nominato giudice della Corte suprema del Massachusetts. | John W. Hulbert (F)         | Insediato il 26 settembre 1814 |
| 2° Pennsylvania                   | Jonathan Roberts (DR)      | Roberts si è dimesso il 24 febbraio 1814, dopo aver ottenuto la carica di senatore.                              | Samuel Henderson (F)        | Insediato il 29 novembre 1814  |
| 11° Virginia                      | John Dawson (DR)           | Dawson è deceduto il 31 marzo 1814.                                                                              | Philip P. Barbour (DR)      | Insediato il 19 settembre 1814 |
| 4° Massachusetts                  | William M. Richardson (DR) | Richardson si è dimesso il 18 aprile 1814.                                                                       | Samuel Dana (DR)            | Insediato il 22 settembre 1814 |
| 3° New Jersey                     | Jacob Hufty (DR)           | Hufty è deceduto il 20 maggio 1814.                                                                              | Thomas Bines (DR)           | Insediato il 2 novembre 1814   |
| 6° Ohio                           | Reasin Beall (DR)          | Beall si è dimesso il 7 giugno 1814.                                                                             | David Clendenin (DR)        | Insediato il 22 dicembre 1814  |
| 3° Pennsylvania                   | James Whitehill (DR)       | Whitehill si è dimesso il 1º settembre 1814.                                                                     | Amos Slaymaker (F)          | Insediato il 12 dicembre 1814  |
| At-large Territorio del Missouri  | Edward Hempstead           | In carica fino al 17 settembre 1814.                                                                             | Rufus Easton                | Insediato il 16 novembre 1814  |

## Comitati
Qui di seguito si elencano i singoli comitati e i presidenti di ognuno (se disponibili).

### Senato
- Audit and Control the Contingent Expenses of the Senate
- National University
- Whole

### Camera dei rappresentanti
- Accounts
- Banks of the District of Columbia (select committee)
- Army Supply Contracts (select committee)
- Claims
- Commerce and Manifactures
- District of Columbia
- Elections
- Pensions and Revolutionary War Claims
- Post Office and Post Roads
- Public Expenditures
- Public Lands
- Revisal and Unfinished Business
- Rules (select committee)
- Standards of Official Conduct
- Ways and Means
- Whole

### Comitati bicamerali (Joint)
- Enrolled Bills